# 서산호텔
서산호텔은 조선민주주의인민공화국 평양시 만경대구역 청년거리에 위치한 호텔이다. 높이가 약 338.28ft(103.11m)이며, 30층과 510개의 방이 있다. 그것은 1989년에 건축되었다. 기차역에서 대략 4km(2.5 mi)에 위치하고, 황금 컵이 북한의 스포츠 관광 회사에 의해 운영된다. 호텔에는 골프 범위가 있다.
1989년 평양에서 열린 제13차 세계청년학생축전에 맞춰 완공되었다. 이 호텔은 2015년 조선로동당 창립 70주년을 기념하기 위해 개조되었다.

## 내부 시설
서산호텔의 내부 시설이다.
| 층수       | 용도    |
| ---------- | ------- |
| 1층 ~ 30층 | 객실 등 |

## 같이 보기
- 조선민주주의인민공화국의 호텔 목록
- 조선민주주의인민공화국의 마천루 목록
- 평양시의 마천루 목록